# سیارک ۹۱۹۳
سیارک ۹۱۹۳ (به انگلیسی: 9193 Geoffreycopland، نامگذاری:1992ED1) نه هزار و صد و نود و سومین سیارک کشف شده‌است که در ۱۰ مارس ۱۹۹۲ کشف شد.
قدر مطلق سیارک برابر ۱۲٫۶۰ است.